# Gran Hotel Taoro
El Gran Hotel Taoro, (Puerto de la Cruz, Tenerife), con más de 100 años de historia, fue inaugurado el 22 de diciembre de 1890. Diseñado por el arquitecto francés Adolphe Coquet, se convirtió no solo en el primer gran hotel de Tenerife y de España, símbolo del lujo hotelero, sino en la piedra angular que marcaría un antes y un después en la historia del turismo de Canarias. Ha formado parte, por ello, de un sinfín de muestras y exposiciones que atestiguan su lugar como referente histórico de la ciudad del Puerto de La Cruz, la isla y el sector turístico insular en particular.
A lo largo de su historia, este hotel alojó a diversas personalidades ilustres de la clase más pudiente y de entre las figuras más célebres de cada época. Entre quienes destacan el Duque Nicolás de Rusia (1887), los Reyes de Bélgica (década de los 20), el Káiser Guillermo II de Alemania (1909), la escritora Agatha Christie (1929) o el dramaturgo Joaquín Calvo Sotelo (1947), entre otros.
Tras su cierre en 2006, el emblemático hotel ha sido arrendado por la hotelera Tropical Turística Canaria que, tras culminar los trabajos de rehabilitación del edificio y su entorno, espera reabrirlo próximamente como un establecimiento de 5 estrellas operado por My Way Meaningful Hotels.

## El edificio
El Gran Hotel Taoro fue concebido para servir de referente en su época en múltiples facetas, suponiendo su construcción un antes y un después en la historia del turismo de España y las islas Canarias. El edificio fue diseñado por el arquitecto francés Adolphe Coquet con un cuerpo central orientado hacia el norte, es decir, mirando hacia el Puerto de la Cruz y su costa.
De los extremos de este pabellón central se alzan dos alas, orientadas hacia el poniente y el naciente, dando origen a un patio central de orientación sur, al abrigo de los vientos alisios dominantes en la zona. La altura del edificio es de tres plantas, con una adicional en los cuatro torreones angulares. Se convertía así este edificio en su tiempo en el mayor de Canarias.
El entresuelo, por su parte, estaba destinado a la bodega, los almacenes y algunas pocas habitaciones, que servían de alojamientos para el servicio y otros usos.

## Precedentes

### Surgimiento del turismo en Puerto de La Cruz
La construcción del Gran Hotel Taoro de Puerto de la Cruz, en Tenerife, se produce en el marco de una época, el siglo XIX, en la que Europa adolece de enfermedades respiratorias, para cuya recuperación se recomendaba la estancia en lugares de clima templado y aire puro.
Ante la ausencia de estas condiciones en países europeos y, principalmente, en Inglaterra, donde la Revolución Industrial comenzaba a atestar las ciudades de población y a propiciar el crecimiento urbanístico, la llegada de extranjeros a la ilustre ciudad del norte tinerfeño de Puerto de La Cruz comenzó a ser cada vez más habitual. La burguesía europea buscaba lugares con las condiciones adecuadas para recuperarse de sus afecciones, propiciando la proliferación de balnearios y ‘health resorts’ a lo largo de la costa mediterránea y, con ellos, el nacimiento del turismo, tal y como lo conocemos.
La invención de la máquina de vapor y la necesidad de explorar nuevos territorios para cuidar de la salud, convierten muy pronto a Canarias en objetivo de estas visitas y, muy especialmente, a Puerto de La Cruz, ciudad a la que precedía su fama por ser el núcleo comercial más conocido del Archipiélago en la época, de cuyas bonanzas paisajísticas y climatológicas se habían hecho eco sus visitantes por toda Europa, propiciando la llegada de curiosos turistas, principalmente británicos, que normalmente se alojaban en fondas y casas particulares de compatriotas. De este modo, la ciudad pasa de ser el centro del comercio más importante del Archipiélago, a ser conocida en Europa por sus bondades para el turismo: su clima, su economía en desarrollo con oportunidades de inversión y su población acogedora y receptiva hacia los turistas.
Es en este contexto histórico que algunos isleños, miembros de la aristocracia y la burguesía insular, así como propietarios agrícolas e intelectuales, comienzan a considerar la apertura hacia otras actividades económicas distintas de la agricultura, como el turismo. El fracaso de productos clave de exportación, como la cochinilla, así como la participación de compañías y empresarios extranjeros, mayoritariamente británicos, se convierten en pieza clave de esta transición durante siglo XIX.
De este modo, desde mediados de siglo, con una comunidad inglesa con cada vez mayor poder y a medida que los negocios de exportación de la isla se fueron volviendo menos rentables, fue creciendo el interés por el negocio del turismo en este territorio. Un negocio que ya había tenido sus primeras prospecciones a través de arrendamientos de pequeñas propiedades por parte de residentes ingleses a sus compatriotas.
Es así como comienza a fraguar la idea de la construcción de un hotel en la mente de Nicolás Benítez de Lugo, hijo de marqueses de la ciudad, quien, tras años interesado en promover iniciativas relacionadas con el turismo en el valle entre El Puerto de la Cruz y La Orotava, pidió varios permisos a ambos ayuntamientos para la construcción de un edificio de alojamientos de este calibre.
Fue el Ayuntamiento de Puerto de la Cruz el que finalmente dio vía libre para el proyecto, el 8 de abril de 1883, considerando las obras proyectadas “de las más útiles que pudiera emprenderse, no sólo porque se refiere a la humanidad doliente, sino incluso desde el punto de vista de la conveniencia pública y general”, gracias al respaldo con el que contaba por parte de los médicos Tomás Zerolo, Víctor Pérez González y Jorge Pérez Ventoso, quienes hicieron constar las propiedades medicinales del clima de la zona, resaltando así lo apropiado que resultaría un proyecto de estas características en la zona, abriendo las puertas a una industria que serviría de vía de escape a la crisis que comenzaba ya a padecer el sector agrícola en Canarias.
Sin embargo y pese al apoyo del gobierno local y las oportunidades de desarrollo, en Canarias se carecía de conocimientos y experiencias sobre el negocio. Por lo que es el oficial retirado William Strickland Harris, a su llegada a la isla, quien ante la detección de la necesidad de crear un hotel de lujo en la isla, comienza los movimientos para formar una compañía capaz de abordar la construcción de un centro de estas características, para lo cual cuenta con Estevan Salazar de Frías y Ponte (Conde del Valle de Salazar), Felipe Machado y del Hoy, Ricardo Ruiz, Andrés Carpenter, la casa Hamilton y Domingo Aguilar, entre otros, a quienes se suman los cónsules de Inglaterra, Francia, EE. UU., Alemania, Italia, Rusia y Suecia, para dar lugar a la primera empresa turística de Canarias: ‘La Compañía de Hoteles y Sanatorium del Valle de la Orotava’. fundada el 11 de abril de 1886, con un capital social de 20.000 libras (500 000 pesetas) y 1000 acciones.

### El ‘Orotava Grand Hotel’ (futuro hotel Martiánez) y fundación de la compañía constructora
Antes de lanzarse a la construcción del proyecto inmobiliario, ‘La Compañía de Hoteles y Sanatorium del Valle de la Orotava’ empieza a operar alquilando a viajeros ciertos inmuebles en la ciudad con el fin de promover así su actividad turística.
La sociedad decide arrendar una casa de estilo colonial de Antonia Dehesa Sanz, viuda de Francisco García Gutiérrez, situada en los Llanos de Martiánez, para instalar el primer sanatorium de Canarias en el que los turistas, aquejados por enfermedades, principalmente pulmonares, pudieran acudir para recuperarse. Nacía así, en septiembre de 1886, el ‘The Orotava Grand Hotel’ (futuro Hotel Martiánez), que supuso un gran impacto en la zona y en la isla por la creciente presencia de visitantes que conduce al establecimiento de una comunidad británica estable en Puerto de la Cruz, clave para el futuro desarrollo económico y social de la ciudad como primer destino turístico de Canarias.
La afluencia de turistas crece de tal manera que en el invierno de 1887-88 se produce el primer overbooking de la historia del turismo en Canarias, poniendo de manifiesto la baja capacidad de plazas alojativas que podía ofrecer la casa colonial de Martiánez y supone el pistoletazo definitivo a la construcción del gran hotel que la compañía se había propuesto desde su fundación.
En 1888, por discrepancias de algunos de los socios de la compañía, los accionistas de ‘La Compañía de Hoteles y Santorium del Valle de la Orotava’, capitaneados por Víctor Pérez González, deciden escindirse de ésta y constituir una nueva Sociedad para operar el sanatorium de Martianez: ‘The Taoro Company Ltd.’ o ‘Compañía Taoro’, con un capital social de 500 000 pesetas, dividido en 500 acciones. Entre su accionariado destacan importantes miembros de la burguesía tinerfeña junto a un reducido, pero importante desde el punto de vista económico, grupo de inversores extranjeros.
Finalmente, el 25 de mayo de 1888, ambas compañías se fusionan formando la definitiva ‘Taoro, Compañía de Construcción y Explotación de Hoteles y Villas del Valle de La Orotava’, que desde su misma fundación tenía como objetivo primordial la construcción del verdadero primer gran hotel, al estilo más moderno y de lujo, en la meseta saliente de malpaís por entonces conocido como Monte Miseria. Un espacio que destaca por su privilegiada situación, con impresionantes vistas al océano Atlántico.

## Historia

### Planeamiento y edificación
La construcción del Gran Hotel Taoro supuso para la época el emprendimiento de la mayor obra arquitectónica llevada a cabo en Canarias hasta la fecha.
La idea inicial del proyecto se atribuye a Víctor Pérez González, amigo personal de Adolphe Coquet, arquitecto francés que estaría al cargo de la planificación y construcción definitiva del inmueble y quien diseñaría los planos del interior y el exterior del edificio.
El proyecto contó con apoyo financiero británico y, para su ejecución, se adquirieron varias hectáreas de terreno a 16 propietarios del mencionado Monte de Miseria, que requirieron de un arduo trabajo de allanado y cimentación del terreno debido a la importante irregularidad de su orografía.
Dichos trabajos de allanamiento del terreno y cimentación comenzaron en la primavera de 1888, así como la construcción de la carretera que enlazaría la vía principal de San Antonio, pasando por el Risco de Oro, y el alzado del pabellón central del edificio, que culminarían en diciembre de 1890, con una gran fiesta.
La segunda fase del proyecto, que incluía las alas laterales del edificio, comenzaba en junio de 1891 y concluirían en julio de 1893.

### Inauguración
Tras culminar las obras de su cuerpo central, el 22 de diciembre de 1890, el hotel, que desde entonces sería conocido como ‘Taoro Grand Hotel’, ‘English Grand Hotel’ o simplemente hotel Taoro, fue oficialmente inaugurado con una gran fiesta.
El edificio definitivo, de 15 771 metros cuadrados, con un cuerpo central orientado hacia el norte, mirando hacia la ciudad de Puerto de La Cruz y su costa, así como con dos amplias alas al este y oeste, quedó así constituido en tres cuerpos en forma de 'U', cuya terraza en arcos permitía el acceso al patio central con un jardín de estilo francés y otro mayor de estilo inglés, provisto de arbustos y árboles de todo tipo, así como templetes, pérgolas, miradores y estanques, recorriendo el denominado ‘camino de La Sortija’, en el cual se instaló la primera pista de tenis de Canarias.
El edificio, diseñado siguiendo los modelos arquitectónicos más en boga en la época para grandes hoteles de lujo, daba cobijo a 217 habitaciones que irradiaban confort, un espacioso comedor para cien comensales, un gran salón decorado al gusto de la época, un amplio vestíbulo, biblioteca y sala de billar. Todo ello decorado con los más elegantes muebles de finales del siglo XIX.
Con soberbias vistas al mar por su lado norte y en medio de unos jardines modelados por magnolios, palmeras, laureles de indias y pistas de tenis, el Taoro respondía a la moda de aquella época romántica.

### Huéspedes ilustres
Desde su apertura y a lo largo de su historia, este hotel alojó a diversas personalidades ilustres de la clase más pudiente y de entre las figuras más célebres de cada época.
Entre los nombres nobles que ocuparon habitaciones del Gran Hotel Taoro destacan algunos como el Duque Nicolás de Rusia (1887), los Duques de Mecklemburgo (1904), el Rey Alfonso XIII de España (1906), el Káiser Guillermo II de Alemania (1909), los Reyes de Bélgica (década de los años veinte), los Duques de Kent (1938), la Duquesa de la Victoria (1946), Álvaro de Orleans y Borbón (1949) o los Marqueses de Villaverde (1950), entre muchos otros.
Mientras, del mundo de la cultura, se recuerdan huéspedes tan ilustres como la escritora Agatha Christie, que se alojó en el hotel en febrero de 1929, el dramaturgo y periodista Joaquín Calvo Sotelo (1947), o la poeta Dulce María Loynaz (1947).

### Dificultades económicas, declive y cierre
Sin embargo, el enorme desembolso económico que supuso para la sociedad promotora la construcción del inmueble, que acabó duplicando la cantidad prevista en un inicio durante el proceso de edificación, desembocó en que el Gran Hotel Taoro iniciara ya su andadura con problemas económicos que no dejarían de agravarse con el transcurso de los años.
Los vertiginosos cambios que se estaban produciendo en toda Europa en el campo de la medicina, que logró, entre otros hitos, ser capaz de curar la tuberculosis, hacía cada vez menos atractivo el origen inicial del turismo en las Islas, asentado sobre la salud, lo que acaba reencauzando el establecimiento hacia un espacio social más bullicioso que cada vez resulta menos apetecible para los viajeros extranjeros, acostumbrados a las más tranquilas estaciones invernales europeas.
Si bien en 1886 llegaban a Puerto de la Cruz 300 turistas y se calcula que en 1895 este número crece hasta los 2.871, siendo 2.000 de ellos de origen británico, este número quedaba muy lejos de los 2.500 huéspedes por temporada que el Gran Hotel Taoro había proyectado recibir, teniendo que conformarse con 1.200 en su mejor temporada, en 1900-1901.
Los intentos de la compañía por añadir comodidades al hotel, que instala la primera la primera cancha de tenis de Canarias y el primer campo de golf e incluso se plantea la construcción de un teatro que no llega a materializarse, únicamente sirven para sumir a la empresa en un endeudamiento mayor que acaba volviéndose inasumible.
Finalmente, en 1901, los socios deciden poner el hotel a la venta. Hecho que acaba con un acuerdo de arrendamiento con la compañía alemana Kurhaus Betriebs Gesellschaft, que cambia el nombre del establecimiento por el de ‘Grand Hotel Humboldt-Kurhaus’.
Sin embargo, el rebautizado ‘Grand Hotel Humboldt-Kurhaus’ no corrió con mejor suerte. A las puertas de la I Guerra Mundial, la desconfianza que generaban los alemanes entre los socios de la compañía propietaria, así como el incumplimiento de algunas condiciones contractuales que acabó en varias batallas judiciales, desembocó en la ruptura definitiva del contrato de arrendamiento en 1913.
Tras la quiebra y disolución definitiva de ‘Taoro, Compañía de Construcción y Explotación de Hoteles y Villas del Valle de La Orotava’ en 1911, la explotación del hotel regresa a manos de cinco de los antiguos accionistas de la extinta sociedad, quienes lo arriendan a Khristian H. Trenkel – quien ya explotaba otras instalaciones turísticas, como el hotel Martiánez, el Aguere en La Laguna o el Quisisana en Santa Cruz. El acuerdo dura 7 años durante los cuales el hotel Taoro pierde relieve, principalmente como consecuencia de la baja afluencia de visitantes.
Posteriormente el inmueble pasa estar en manos de Gustavo Wildpret Duque, hijo del antiguo encargado del Jardín Botánico de la ciudad. Pero el estancamiento y retroceso de la actividad portuaria como consecuencia de la Primera Guerra Mundial y, a continuación, el comienzo de la Guerra Civil Española, hacen que los intentos de Wildpret fracasen.
Enrique Talg Schulz se hace cargo del inmueble en los años 30, durante parte de la Guerra Civil Española y la Segunda Guerra Mundial. Época durante la cual el establecimiento sigue aquejado de constantes crisis económicas por la escasa afluencia de turistas, aunque se mantiene como lugar de encuentro de la élite insular.
Es en 1945, culminada la Gran Guerra en Europa, cuando el Mando Económico de Canarias adquiere el 70% de las acciones del edificio y, al no hallar comprador, acaba cediendo sus acciones al Cabildo Insular de Tenerife, con la condición de que éste adquiriese el 30% de las participaciones restantes.
Es éste quien en 1950 otorga la concesión en forma de arrendamiento del inmueble a Hoteles Unidos ‘Husa’, hasta finales de 1976. El contrato finalmente se rescinde en 1975 y el Cabildo, en 1979, realiza una reconversión del uso del edificio para permitir su utilización como casino de juegos.
El 20 de julio de ese mismo año, el edificio pasa convertirse en el Casino Taoro que estuvo en funcionamiento hasta 2006, año en el que cierra, ante el inminente traslado del Casino al Lago Martiánez. De este modo, el inmueble queda prácticamente sin uso, sirviendo únicamente como sede temporal para el Consorcio Urbanístico para la Rehabilitación de Puerto de la Cruz y para algún congreso esporádico.

### Rehabilitación y reapertura
Tras más de una década cerrado y haber sido sacada a concurso su explotación por parte del Cabildo Insular de Tenerife, en mayo de 2019 la empresa Tropical Turística Canaria (TTC) logró hacerse con la adjudicación del inmueble e iniciar las obras de rehabilitación que culminarán con la próxima apertura del emblemático Gran Hotel Taoro, que estará gestionado por My Way Meaningful Hotels, que ya cuenta con dos establecimientos de cinco estrellas lujo operativos en la misma isla: Las Terrazas de Abama Suites y Los Jardines de Abama Suites.
Con una inversión total superior a los 30 millones de euros, la adjudicataria se encuentra realizando los trabajos de rehabilitación del emblemático edificio y su entorno con el fin de devolverle el esplendor con el que fue erigido y que le granjeará la categoría de 5 estrellas en su próxima apertura.

## Atractivos turísticos

### Ubicación
El Gran Hotel Taoro se sitúa en la parte superior del cantil fósil y tapizado por coladas volcánicas de las erupciones del volcán de La Horca, ocurrida, según estimaciones, hace alrededor de uno 30 000 mil años. lo que permite que lo ubica en un entorno circundado por conos volcánicos, malpaíses, barrancos, arenas y playas.
De especial belleza resultan los malpaíses que aún se conservan en las inmediaciones del parque contenedor del inmueble.
Esta ubicación en altura y con la vista puesta en el norte, ofrece unas inmejorables vistas sobre la ciudad de Puerto de la Cruz y el Océano Atlántico.

### Arquitectura y jardines
El diseño del Gran Hotel Taoro, obra del arquitecto Adolphe Coquet, se considera el “culmen de la arquitectura masónica”, suponiendo junto al templo masónico de Santa Cruz de Tenerife y al Mausoleo de la Quinta Roja en La Orotava, una de las representaciones más importantes de la sociedad masónica de Tenerife. Este hecho se aprecia en la disposición de los pabellones y jardines que, siguiendo las reglas de este tipo de arquitectura, se erige en tres cuerpos, cuatro torres y dos jardines.
El pabellón principal cuenta con una escalinata de acceso y una puerta principal, que comunica el vestíbulo con el comedor y la sala de fiestas. Mientras los pabellones situados a los extremos forman un patio interior en el que se asienta el jardín francés.
Los jardines representan un importante atractivo turístico, tanto en la época de su construcción como actualmente, gracias a sus características especiales. Se trataba de dos jardines de distinto tipo: un jardín inglés, situado en el exterior, y un jardín francés ocupando el patio central del edificio, en su característica forma de U. Ambos estaban divididos por un paseo conocido como avenida de las Sortijas, nombre procedente de las sortijas de caballos celebradas en las épocas festivas del siglo XIX.
En los alrededores del inmueble se colocaron especies variadas de flores, plantas y árboles de innumerables especies exóticas y frutales.